# Ферросульфатный дозиметр
Ферросульфа́тный дозиметр (дози́метр Фри́кке) — измерительный прибор, применяемый для измерения больших доз ионизирующего излучения. Основан на окислении иона двухвалентного железа продуктами радиолиза воды в кислом водном растворе и последующем измерении концентрации образовавшихся ионов трёхвалентного железа, которая в широком диапазоне пропорциональна поглощённой дозе. Измерения поглощённой дозы дают результаты, близкие к поглощённой дозе для биологических тканей; тканеэквивалентность основана на том, что в качестве рабочей среды применяется водный раствор.
В одной из реализаций прибор состоит из прозрачной кюветы (приблизительные размеры: диаметр 20 мм, высота 30 мм), в которую запаян насыщенный воздухом водный раствор сульфата железа(II) FeSO4·7H2O (концентрация 1·10−3 моль/л) с добавлением серной кислоты Н2SO4 (0,4 моль/л, то есть с концентрацией 0,8 н) и хлорида натрия NaCl (1·10−3 моль/л).

## Принцип действия
1. Под действием ионизирующего излучения происходит ионизация и возбуждение молекул воды.
2. Радиолиз воды приводит к возникновению активных свободных радикалов ·HO2 и ·OH, а также перекиси водорода.
3. Свободные радикалы взаимодействуют с FeSO4. В результате химической реакции окисления ионы Fe2+ переходят в ионы Fe3+.
4. Раствор меняет свой цвет (изменяется концентрация ионов, обуславливающих цвет раствора).

Окисление ионов железа происходит в основном в результате следующих трёх реакций:
{\displaystyle {\cdot }\mathrm {HO_{2}} \ {+}\ \mathrm {Fe^{2+}} \ {\xrightarrow[{\qquad }]{}}\ \mathrm {Fe^{3+}} \ {+}\ \mathrm {HO_{2}^{-}} }
{\displaystyle \mathrm {H_{2}O_{2}} \ {+}\ \mathrm {Fe^{2+}} \ {\xrightarrow[{\qquad }]{}}\ \mathrm {Fe^{3+}} \ {+}\ \mathrm {OH^{-}} \ {+}\ {\cdot }\mathrm {OH} }
{\displaystyle {\cdot }\mathrm {OH} \ {+}\ \mathrm {Fe^{2+}} \ {\xrightarrow[{\qquad }]{}}\ \mathrm {Fe^{3+}} \ {+}\ \mathrm {OH^{-}} }
Определение количества образовавшихся ионов Fe3+ позволяет измерять поглощённые дозы от 0,5 до 1000 Гр (с меньшей точностью — в более широком диапазоне от 0,1 до 104 Гр, где линейный отклик детектора не гарантирован).

## Измерение и пересчёт к поглощённой дозе
Измерение концентрации ионов Fe3+ после облучения кюветы производится на спектрофотометре, обычно на длине волны λ = 304 нм. Определив оптическую плотность D = ln(I/I0) раствора относительно необлучённого дозиметра и зная длину оптического пути l, можно вычислить молярную концентрацию ионов Fe3+ в растворе, равную
{\displaystyle M={\frac {D}{l\mu (\mathrm {Fe} ^{3+})}},}
где μ(Fe3+) = 2095 л/(моль·см) — молярный коэффициент экстинкции ионов Fe3+ на длине волны 304 нм (см. Закон Бугера — Ламберта — Бера).
Кроме того, концентрация ионов Fe3+ может измеряться с помощью ЯМР-спектроскопии.
Поглощённая доза в любом химическом дозиметре, в том числе и в дозиметре Фрикке, для известных значений плотности раствора ρ (кг/л) и молярной концентрации действующего вещества M (моль/л) вычисляется по формуле
Dпогл (Гр) = 9,65·106 M/(Gρ),
где коэффициент G — так называемый радиационно-химический выход, то есть среднее количество прореагировавших молекул (атомов, ионов) действующего вещества на 100 эВ поглощённой раствором энергии ионизирующего излучения. Для указанного выше состава дозиметра, облучаемого гамма-квантами с энергией выше 0,3 МэВ, радиационно-химический выход G составляет 15,6. Для бета-излучения со средней энергией 5,7 кэВ G = 12,9 (при условии, что радиоактивное вещество непосредственно вводится в раствор дозиметра, в противном случае необходимо учитывать поглощение мягкого бета-излучения в источнике и в стенках кюветы). Для пучка протонов с энергией 660 МэВ G = 16,9.

## Измерение потока тепловых нейтронов
Дозиметр Фрикке при некоторой модификации может применяться для измерения плотности потока тепловых нейтронов. С этой целью в рабочий раствор дозиметра добавляют литий (например, в виде сульфата лития) или бор (например, в виде борной кислоты H3BO3). Захват тепловых нейтронов ядром лития-6 приводит к реакции 6Li(n, α)T (полное сечение захвата составляет 71 барн). Образовавшиеся в реакции альфа-частица и тритон (ядро трития) с полной кинетической энергией 4,66 МэВ производят радиационно-химическое воздействие на молекулы воды и, в конечном счёте, на ионы железа. В случае бора в реакцию вступает ядро бор-10: 10В(n, α)7Li (полное сечение захвата теплового нейтрона равно 740 барн). В результате реакции образуются альфа-частица и ядро лития-7, которые несут кинетическую энергию 2,33 МэВ. Далее измерения и расчёты поглощённой дозы проводятся как и для вышеприведённых случаев, с тем отличием, что радиационно-химический выход G(Fe3+) принимается равными 5,4 ± 0,3 иона/100 эВ для лития и 4,15 ± 0,1 иона/100 эВ для бора. Определив мощность поглощённой дозы (отношение измеренной поглощённой дозы к времени облучения) Pпогл, выраженную в Гр/с, можно определить плотность потока тепловых нейтронов f (см−1·с−1) по формулам
f = 3,21·1010 Pпогл /MLi,
f = 6,16·109 Pпогл /MВ,
где MLi и MB — молярные концентрации (моль/л) лития и бора, соответственно.

## История
Метод ферросульфатной дозиметрии был разработан в 1927 году Хьюго Фрикке и Стерном Морзе.
Метод рекомендован к применению Международной комиссией радиационных единиц и измерений.